# Cryptographis sahlkei
Cryptographis sahlkei là một loài bướm đêm trong họ Crambidae.